# Bogertophis subocularis
Espèce
Synonymes
- Coluber subocularis Brown, 1901
- Elaphe subocularis amplinotus (Webb, 1990)

Statut de conservation UICN

 LC  : Préoccupation mineure
Bogertophis subocularis  est une espèce de serpents de la famille des Colubridae.

## Répartition
Cette espèce se rencontre aux États-Unis (dans le sud du Nouveau-Mexique et l'ouest du Texas) et au Mexique (dans le nord-est de Chihuahua et de Durango, et dans le Coahuila).

## Liste des sous-espèces
Selon The Reptile Database (12 février 2014) :
- Bogertophis subocularis amplinotus Webb, 1990 - État de Durango au Mexique
- Bogertophis subocularis subocularis (Brown, 1901)

## Publications originales
- Brown, 1901 : A New Species of Coluber from Western Texas. Proceedings of the Academy of Natural Sciences of Philadelphia, vol. 53, p. 492-495 (texte intégral).
- Webb, 1990 : Description of a new subspecies of Bogertophis subocularis (Brown) from northern Mexico (Serpentes: Colubridae). The Texas Journal of Science, vol. 42, no 3, p. 227-243 (texte intégral).